# Jean-Édouard Berthoud
Jean-Édouard Berthoud (Neuchâtel, 11 december 1846 - aldaar, 21 juni 1916) was een Zwitsers politicus.

## Biografie
Berthoud, de zoon van een dominee, studeerde rechten aan de Academie van Neuchâtel. Van 1874 tot 1880 was hij advocaat te Môtiers en daarna te Neuchâtel. Daarnaast was hij rechter aan het Hof van Beroep. Van 1883 tot 1896 was hij president van de districtsrechsbank van Neuchâtel.
Berthoud was lid van de Radicale Partij (Parti Radical) van het kanton Neuchâtel (kantonsafdeling van de federale Vrijzinnig Democratische Partij). In 1874 werd hij lid van de gemeenteraad van Neuchâtel en van 1874 tot 1877 en van 1889 tot 1896 lid van de Grote Raad (kantonsparlement) van het kanton Neuchâtel. Van 1896 tot 1908 was hij lid van de Staatsraad (Conseil d'État) van het kanton Neuchâtel. Van 1899 tot 1900 en van 1904 tot 1905 was hij voorzitter van de Staatsraad van het kanton Neuchâtel.
Berthoud was van 1883 tot 1889 en van 1896 tot 1908 lid van de Kantonsraad (eerste kamer van de Bondsvergadering).
Hij overleed op 69-jarige leeftijd.